# Нгултрум

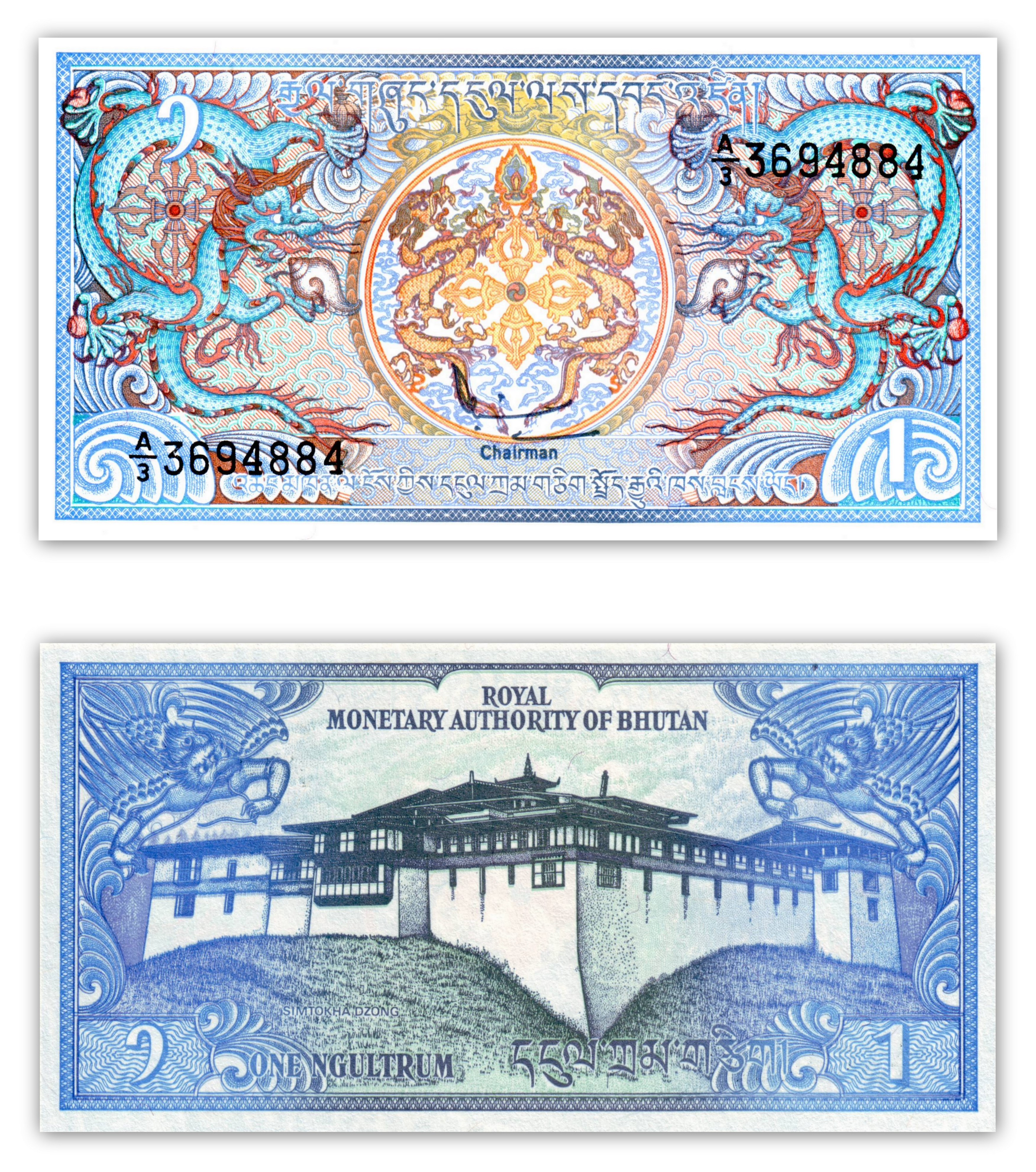

Нгу́лтрум (дзонг-ке:དངུལ་ཀྲམ [нгю́льтрам]) — валюта королівства Бутан.

## Історія
До 1960-х років жителі Бутану гроші бачили нечасто. Більшість угод відбувалося методом натурального обміну. Зате зараз на території маленького гімалайського королівства ходять приблизно на рівних правах відразу три валюти: бутанський нгултрум, індійська рупія і долари.
Хоча власну монету правителі Бутану карбували з 17 століття, більш-менш сучасна грошова система з'явилася тут лише в останні десятиліття. До 1971 року в обігу були монети, тікчунги, приблизно рівні рупії. Після того, як в країні почали проводити великі фінансові операції, з обігу було вилучено 350 000 тікчунгів, а в 1974 році була введена нинішня національна валюта — бутанський нгултрум.
Офіційний курс грошової одиниці королівства до інших валют встановлюється не в Тхімпху, а в Нью-Делі. Ця місія довірена Резервному банку Індії. До індійської рупії бутанський нгултрум жорстко прив'язаний у співвідношенні 1:1. Номінали бутанських банкнот, що перебувають в обігу, відповідають індійським: 1, 2, 5, 10, 20, 50, 100 і 500 бутанських нгултрумів.

## Обмінний курс до долару США
За 1 USD у 1995 році давали 32,427 нгултрумів; 1996 — 32,433; 1997 — 36,313; 1998 — 41,259; 1999 — 43,055; 2000 — 44,942; 2001 — 46,540.